# Papieska elekcja 1198
Papieska elekcja 8 stycznia 1198 – odbyła się po śmierci Celestyna III i zakończyła wyborem Innocentego III. Była to pierwsza w historii papieska elekcja, w której wyboru dokonano w drodze pisemnego głosowania (scrutinium).

## Śmierć Celestyna III
Papież Celestyn III zmarł 8 stycznia 1198 roku w wieku około 92 lat. Kilka tygodni przed swoją śmiercią wyraził wolę abdykacji, pod warunkiem wszakże, że nowym papieżem zostanie jego bliski współpracownik Giovanni di San Paolo. Kardynałowie odrzucili jednak tę sugestię.

## Lista uczestników
Święte Kolegium liczyło wówczas 29 kardynałów, jednak w elekcji uczestniczyło najprawdopodobniej nie więcej niż 21:
- Ottaviano di Paoli (nominacja kardynalska: 18 grudnia 1182) – kardynał biskup Ostia e Velletri
- Pietro Gallocia (12 marca 1188) – kardynał biskup Porto e Santa Rufina
- Pietro Diana (16 marca 1185) – kardynał prezbiter S. Cecilia
- Giordano di Ceccano OCist (12 marca 1188) – kardynał prezbiter S. Pudenziana
- Giovanni Lombardo (maj 1189) – kardynał prezbiter S. Clemente; biskup Viterbo e Toscanella
- Guido Papareschi (22 września 1190) – kardynał prezbiter S. Maria in Trastevere
- Ugo (22 grudnia 1190) – kardynał prezbiter Ss. Silvestro e Martino; archiprezbiter bazyliki watykańskiej
- Giovanni di Salerno OSB (22 września 1190) – kardynał prezbiter S. Stefano al Monte Celio
- Cinzio Cenci (22 września 1190) – kardynał prezbiter S. Lorenzo in Lucina
- Soffredo CanReg (18 grudnia 1182) – kardynał prezbiter S. Prassede
- Giovanni di San Paolo OSBCluny (20 lutego 1193) – kardynał prezbiter S. Prisca
- Graziano da Pisa (23 września 1178) – kardynał diakon Ss. Cosma e Damiano; protodiakon Świętego Kolegium Kardynałów
- Gerardo CanReg (18 grudnia 1182) – kardynał diakon S. Adriano
- Gregorio de San Apostolo (12 marca 1188) – kardynał diakon S. Maria in Portico
- Gregorio Crescenzi (12 marca 1188) – kardynał diakon S. Maria in Aquiro
- Gregorio Carelli (22 września 1190) – kardynał diakon S. Giorgio in Velabro
- Lotario Conti di Segni (22 września 1190) – kardynał diakon Ss. Sergio e Bacco
- Niccolò Scolari (22 września 1190) – kardynał diakon S. Maria in Cosmedin
- Gregorio Bobone (22 września 1190) – kardynał diakon S. Angelo in Pescheria
- Bobo (20 lutego 1193) – kardynał diakon S. Teodoro
- Cencio (20 lutego 1193) – kardynał diakon S. Lucia in Silice; kamerling Świętego Kościoła Rzymskiego; przewodniczący Kancelarii Apostolskiej

Trzech elektorów mianował Celestyn III, czterech Lucjusz III, jednego papież Aleksander III, a pozostałych trzynastu papież Klemens III.

### Nieobecni
Co najmniej ośmiu kardynałów, w tym trzech mianowanych przez Aleksandra III, dwóch przez Klemensa III, dwóch przez Lucjusza III i jeden przez Celestyna III nie uczestniczyło w tej elekcji:
- Konrad von Wittelsbach CanReg (18 grudnia 1165) – kardynał biskup Sabiny; prymas Świętego Kolegium Kardynałów; arcybiskup Moguncji i arcykanclerz Niemiec; legat papieski w Outremer
- Guillaume de Champagne (marzec 1179) – kardynał prezbiter S. Sabina; protoprezbiter Świętego Kolegium Kardynałów; arcybiskup Reims; przewodniczący Rady Królewskiej Francji
- Ruggiero di San Severino OSB (1180) – kardynał prezbiter S. Eusebio; arcybiskup Benewentu
- Pandolfo Roberti CanReg (18 grudnia 1182) – kardynał prezbiter Ss. XII Apostoli; legat papieski w Toskanii; kanonik kapituły w Lukce
- Roffredo dell’Isola OSB. (listopad 1188) – kardynał prezbiter Ss. Marcellino e Pietro; opat Monte Cassino
- Bernardo CanReg (12 marca 1188) – kardynał prezbiter S. Pietro in Vincoli; legat papieski w Toskanii i Lombardii
- Pietro Capuano (20 lutego 1193) – kardynał diakon S. Maria in Via Lata
- Adelardo Cattaneo (16 marca 1185) – kardynał Świętego Kościoła Rzymskiego; biskup Werony

## Kandydaci na papieża
Według współczesnego kronikarza Rogera z Howden czterej kardynałowie dążyli do zdobycia tiary: Ottaviano di Paoli, Pietro Gallocia, Giordano di Ceccano i Graziano da Pisa.

## Wybór Innocentego III
Kardynałowie w dniu śmierci Celestyna III zebrali się w budynku Septizonium w dobrowolnej klauzurze. Po raz pierwszy w historii papieskich elekcji zastosowano procedurę głosowania pisemnego, za pomocą kartek wyborczych (scrutinium). W pierwszym głosowaniu najwięcej głosów (dziesięć) dostał kardynał Giovanni di Salerno, który jednak nie zgodził się kandydować. W drugim głosowaniu jednomyślnie wybrano najmłodszego, zaledwie 37-letniego kardynała Lotario Conti di Segni, który przyjął imię Innocenty III. 22 lutego odbyła się uroczysta inauguracja pontyfikatu, w trakcie której kardynał Ottaviano z Ostii udzielił elektowi sakry biskupiej, a kardynał Graziano da Pisa dopełnił obrzędu jego koronacji.